# Georges-J. Valade
Georges-J. Valade (né le 25 mars 1922 et mort le 12 septembre 1997) est un pharmacien et un ancien homme politique fédéral du Québec.

## Biographie
Né à Baltimore dans l'État du Maryland aux États-Unis, Georges-J. Valade fut élu député du Parti conservateur du Canada dans la circonscription de Sainte-Marie en 1958, après deux succès infructueux l'un dans la circonscription de Longueuil en 1953 et l'autre dans Sainte-Marie en 1957.
Réélu en 1962, 1963, 1965 et en 1968, il fut défait à deux reprises en 1972 et en 1974.
Pendant sa carrière parlementaire, il fut porte-parole des progressistes-conservateurs concernant les Bureaux de Poste de 1963 à 1966 et whip adjoint de son parti en 1972.